# Salon-la-Tour
Pour les articles homonymes, voir Salon.
Salon-la-Tour (Salom en occitan) est une commune française située dans le département de la Corrèze en région Nouvelle-Aquitaine. Dans le cartulaire de l'abbaye d'Uzerche, qui reçut en donation l'église vicomtale, le nom de la localité est Celom.

## Géographie

### Localisation
Salon-la-Tour se trouve dans le Massif central à 6 km au nord d'Uzerche, à quelques kilomètres seulement de l'A20, à équidistance entre Limoges et Brive-la-Gaillarde.
La commune est implantée sur le Pays d'Uzerche.

### Communes limitrophes
Les communes limitrophes sont  Benayes, Condat-sur-Ganaveix, Lamongerie, Les Trois-Saints et Masseret.
| Benayes     | Masseret      | Lamongerie          |
| Benayes     | Salon-la-Tour | Condat-sur-Ganaveix |
| Saint-Ybard | Saint-Ybard   | Condat-sur-Ganaveix |

### Géologie et relief
Commune du Massif central.

### Hydrographie
Commune arrosée par le ruisseau des Forges.

### Climat
Pour des articles plus généraux, voir Climat de la Nouvelle-Aquitaine et Climat de la Corrèze.
Historiquement, la commune est exposée à un climat océanique limousin.  
En 2020, Météo-France publie une typologie des climats de la France métropolitaine dans laquelle la commune est dans une zone de transition entre le climat océanique altéré et le climat de montagne et est dans la région climatique  Ouest et nord-ouest du Massif Central, caractérisée par une pluviométrie annuelle de 900 à 1 500 mm, maximale en automne et en hiver.
Pour la période 1971-2000, la température annuelle moyenne est de 11,1 °C, avec  une amplitude thermique annuelle de 15 °C. Le cumul annuel moyen de précipitations est de 1 200 mm, avec 12,5 jours de précipitations en janvier et 8,1 jours en juillet. Pour la période 1991-2020, la température moyenne annuelle observée sur la station météorologique la plus proche, située sur la commune d'Uzerche à 9 km à vol d'oiseau, est de 12,1 °C et le cumul annuel moyen de précipitations est de 1 097,9 mm,. Pour l'avenir, les paramètres climatiques de la commune estimés pour 2050 selon différents scénarios d’émission de gaz à effet de serre sont consultables sur un site dédié publié par Météo-France en novembre 2022.

### Voies de communication et transports
La commune est accessible très facilement car elle est à toute proximité de l'autoroute A20, entre Limoges et Brive-la-Gaillarde, portion entièrement gratuite d'autoroute.
De même, l'axe A89 (Bordeaux - Clermont-Ferrand - Lyon) est accessible facilement de la commune.

## Urbanisme

### Typologie
Au 1er janvier 2024, Salon-la-Tour est catégorisée commune rurale à habitat très dispersé, selon la nouvelle grille communale de densité à 7 niveaux définie par l'Insee en 2022.
Elle est située hors unité urbaine. Par ailleurs la commune fait partie de l'aire d'attraction d'Uzerche, dont elle est une commune de la couronne,. Cette aire, qui regroupe 8 communes, est catégorisée dans les aires de moins de 50 000 habitants,.

### Occupation des sols
L'occupation des sols de la commune, telle qu'elle ressort de la base de données européenne d’occupation biophysique des sols Corine Land Cover (CLC), est marquée par l'importance des territoires agricoles (72,2 % en 2018), une proportion sensiblement équivalente à celle de 1990 (71,6 %). La répartition détaillée en 2018 est la suivante : 
zones agricoles hétérogènes (36,6 %), prairies (35,7 %), forêts (26,4 %), zones urbanisées (0,7 %), zones industrielles ou commerciales et réseaux de communication (0,6 %).
L'évolution de l’occupation des sols de la commune et de ses infrastructures peut être observée sur les différentes représentations cartographiques du territoire : la carte de Cassini (XVIIIe siècle), la carte d'état-major (1820-1866) et les cartes ou photos aériennes de l'IGN pour la période actuelle (1950 à aujourd'hui).

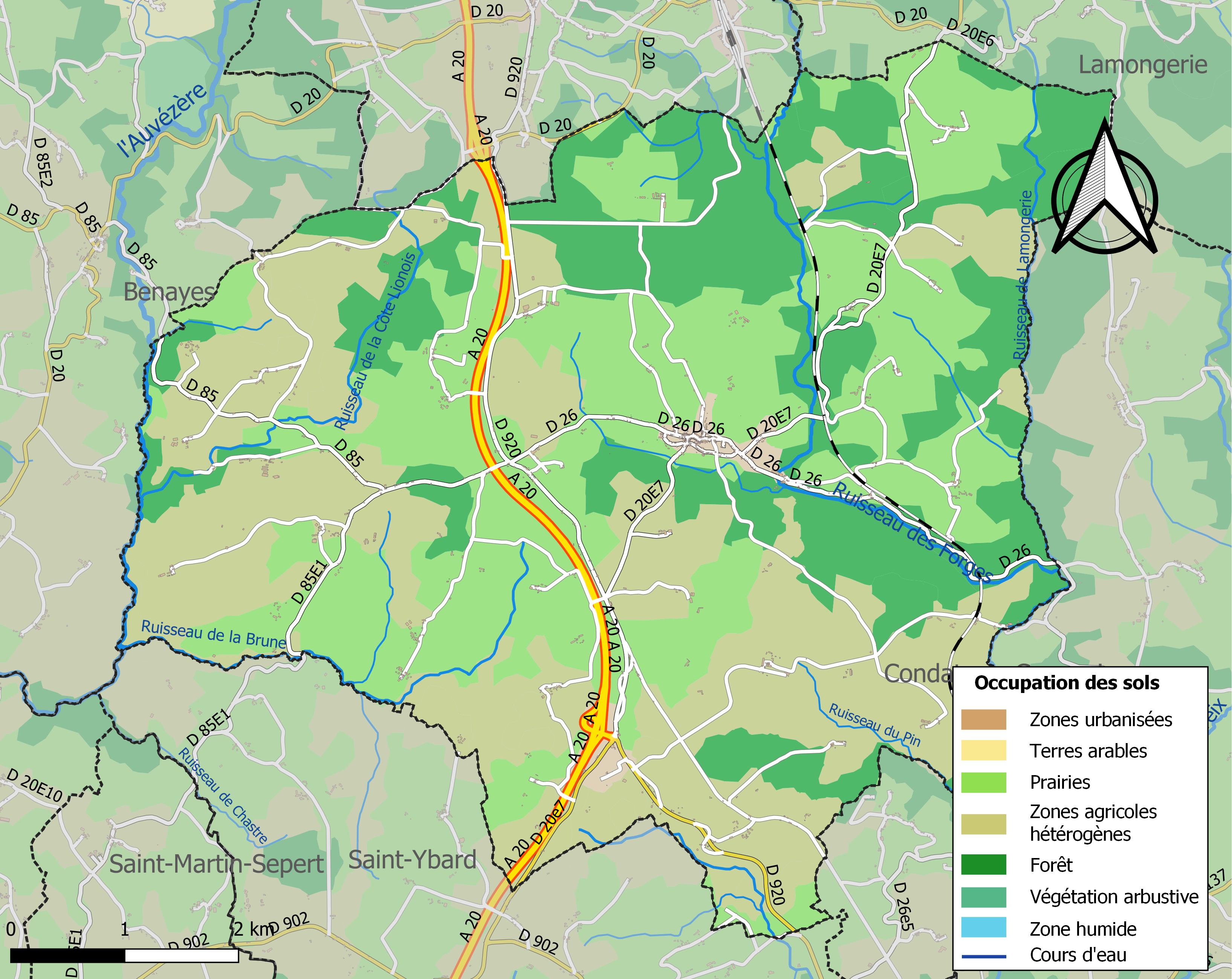
Carte des infrastructures et de l'occupation des sols de la commune en 2018 (CLC).

### Risques majeurs
Le territoire de la commune de Salon-la-Tour est vulnérable à différents aléas naturels : météorologiques (tempête, orage, neige, grand froid, canicule ou sécheresse), feux de forêts et séisme (sismicité très faible). Il est également exposé à un risque technologique,  le transport de matières dangereuses, et à un risque particulier : le risque de radon. Un site publié par le BRGM permet d'évaluer simplement et rapidement les risques d'un bien localisé soit par son adresse soit par le numéro de sa parcelle.

#### Risques naturels

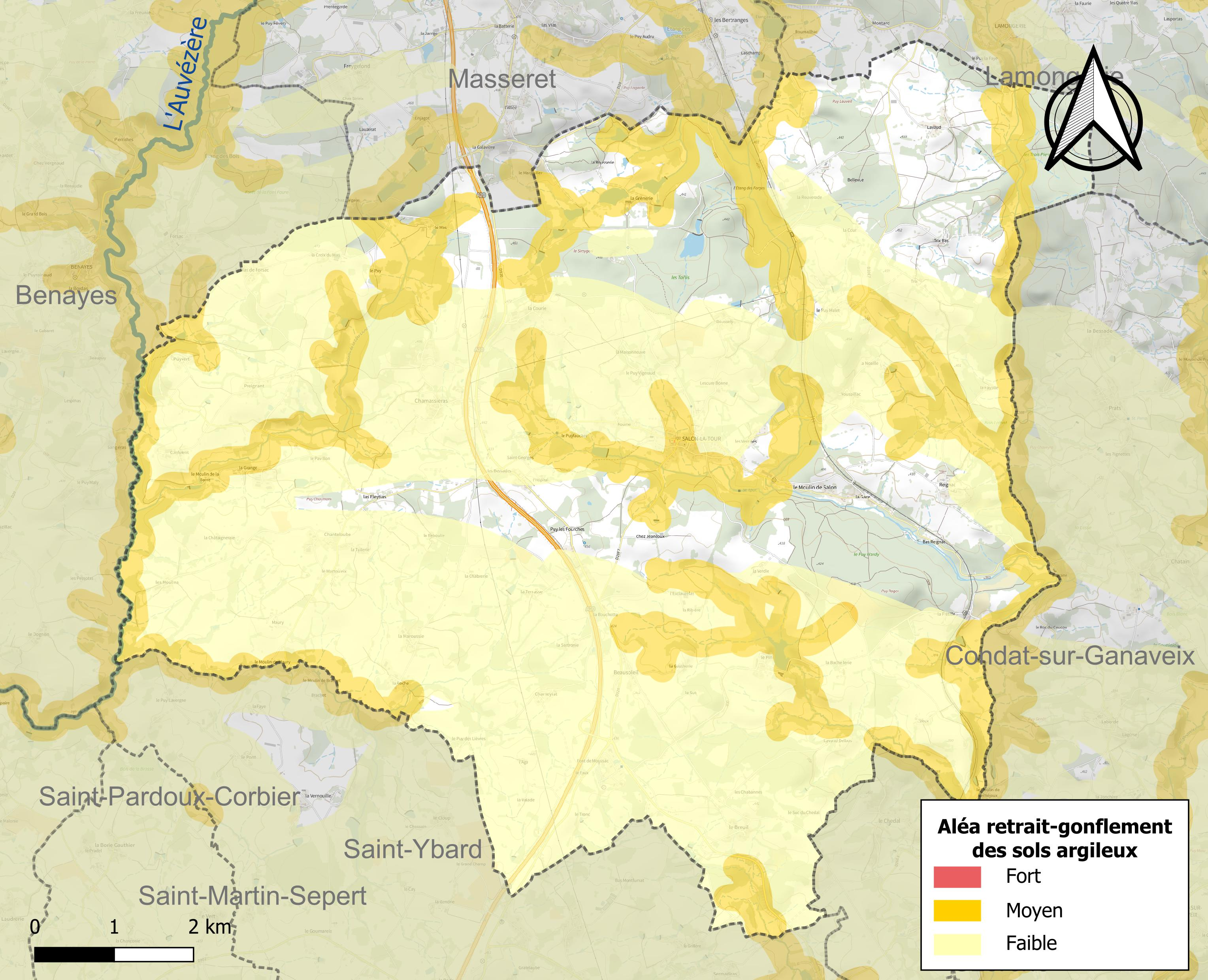
Carte des zones d'aléa retrait-gonflement des sols argileux de Salon-la-Tour.

Le retrait-gonflement des sols argileux est susceptible d'engendrer des dommages importants aux bâtiments en cas d’alternance de périodes de sécheresse et de pluie. 24,7 % de la superficie communale est en aléa moyen ou fort (26,8 % au niveau départemental et 48,5 % au niveau national). Sur les 432 bâtiments dénombrés sur la commune en 2019,  86 sont en aléa moyen ou fort, soit 20 %, à comparer aux 36 % au niveau départemental et 54 % au niveau national. Une cartographie de l'exposition du territoire national au retrait gonflement des sols argileux est disponible sur le site du BRGM,.
Concernant les feux de forêt, aucun plan de prévention des risques incendie de forêt (PPRIF) n’a été établi en Corrèze, néanmoins le code de l’urbanisme impose la prise en compte des risques dans les documents d’urbanisme. Le périmètre des servitudes d'utilité publique et des zones d'obligation légale de débroussaillement pour les particuliers est quant à lui défini pour la commune dans une carte dédiée. 

#### Risques technologiques
Le risque de transport de matières dangereuses sur la commune est lié à sa traversée par une route à fort trafic et une ligne de chemin de fer. Un accident se produisant sur de telles infrastructures est susceptible d’avoir des effets graves sur les biens, les personnes ou l'environnement, selon la nature du matériau transporté. Des dispositions d’urbanisme peuvent être préconisées en conséquence. 

#### Risque particulier
Dans plusieurs parties du territoire national, le radon, accumulé dans certains logements ou autres locaux, peut constituer une source significative d’exposition de la population aux rayonnements ionisants. Certaines communes du département sont concernées par le risque radon à un niveau plus ou moins élevé. Selon la classification de 2018, la commune de Salon-la-Tour est classée en zone 3, à savoir zone à potentiel radon significatif. 

## Histoire
En octobre 1942, le réseau Buckmaster commence ses émissions à Uzerche et Salon-la-Tour. À la mi-novembre de la même année, le premier parachutage d'armes à lieu à Salon-la-Tour (échec) et Espartignac (succès).
Le 10 juin 1944, Violette Szabo partit en mission. Avec elle dans la voiture qui prit la route d’Arnac-Pompadour où devait les attendre un contact, avaient pris place deux maquisards, Jacques Dufour, chef de groupe de résistance, et Jean Bariaud. Ils tombèrent sur un barrage dressé par des soldats du 1er bataillon du régiment Deutschland près du village de Salon-la-Tour sur la route de Meilhards. Les trois occupants sautèrent du véhicule et se replièrent dans les bois en couvrant leur retraite de rafales de Sten. Les tirs allemands fauchèrent une fermière, Marie Verdier, devant sa ferme. Les deux hommes parvinrent à s’échapper, mais Violette Szabo fut vite immobilisée par sa blessure à la cheville et elle fut capturée après avoir épuisé ses munitions elle décèda en déportation à Ravensbrück.

### Salon la Tour - Celom au Moyen Âge - Les Vicomtes de Limoges
- Cartulaire de l'abbaye d'Uzerche : l'église vicomtale.
- Cuve baptismale dans l'église (au fond de l'église près d'un pilier).
- Tour Vicomtale du XIIe siècle.

Pour l'histoire des familles Vicomtales, voir Château-Chervix et Masseret.
Au XVe siècle, sous le titre Instruction pour l'administration du comté de Périgord et de la Vicomté de Limoges (archives de la Vicomté, Fonds Bosvieux, ADHV87).
Dans le recensement de la châtellenie de Masseret, il n'est nullement question de la tour vicomtale de Salon. Rien n'est dit sur son état. Les tours vicomtales de Chervix, Masseret et Salon n'étaient pas des tours abritant une famille seigneuriale mais une maigre garnison. Voir la description faite au XVe siècle de la tour de Masseret :
« Dans la châtellenie de Masseret, il y a plusieurs seigneuries ressortissant de ladite châtellenie comme Saint-Germain, Salon, Saint-Vitte, Meilhards, Le Pin, le Verdier et autres... ». Salon est à cette époque partagée entre plusieurs seigneuries foncières. Elle relèvent du Vicomte en fondalité directe.
Ces seigneuries sont dans la fondalité directe du Vicomte de Limoges. Cependant, Salon n'est pas ou n'est plus une châtellenie au XVe siècle. Elle est rattachée à la châtellenie  de Masseret. Ce qui est confirmé par M. Clement-Simon, historien corrézien du XIXe siècle ayant le titre académique de géographe, auteur d'une Histoire de la Vicomté.
Alain d'Albret, époux de Françoise de Châtillon, maison de Blois-Bretagne, héritière de la Vicomté de Limoges, est en procès avec sa belle-sœur Madame de Montrésor. Ce procès donne lieu à un recensement dans la Vicomté des châtellenies et des domaines relevant de la propriété du vicomte et aussi de tous les revenus dont les droits de justice, cens, fours banaux, etc.

#### En fondalité ou directe seigneurie à Salon
« Noble Jean du Breuilh, sieur de Fraixer, maison noble de Fraixe avec domaine y joignant. Métairie à La Porcherie, moulins, étangs, rentes en deniers, grains, gelines (poules), journaux, vinades, dîmes, fondalité directe seigneurie. »
« Noble Jehan homme Guy de Lebolies, sr de la Granerie-maison noble de La Granerie, avec un domaine et une métairie, autre métairie dans la paroisse de La Porcherie, rentes en fondalité directe. »
Extrait du Mémoire sur la châtellenie de Masseret (XVe siècle). Archives de la Vicomté de Limoges conservées à Pau. Fonds Bosvieux ADHV 87.

## Politique et administration
| Période    | Période  | Identité              | Étiquette | Qualité              |
| ---------- | -------- | --------------------- | --------- | -------------------- |
| avant 1988 | ?        | Charles Galetou       |           |                      |
| mars 2001  | 2008     | Jacques Risse         |           |                      |
| mars 2008  | En cours | Jean-Claude Chauffour | DVD       | Agriculteur retraité |

## Démographie
| 1793  | 1800  | 1806  | 1821  | 1831  | 1836  | 1841  | 1846  | 1851  |
| ----- | ----- | ----- | ----- | ----- | ----- | ----- | ----- | ----- |
| 1 927 | 1 842 | 1 818 | 1 983 | 1 914 | 2 015 | 2 043 | 2 051 | 1 980 |

| 1856  | 1861  | 1866  | 1872  | 1876  | 1881  | 1886  | 1891  | 1896  |
| ----- | ----- | ----- | ----- | ----- | ----- | ----- | ----- | ----- |
| 1 844 | 1 770 | 1 851 | 1 709 | 1 825 | 1 790 | 1 974 | 2 427 | 2 040 |

| 1901  | 1906  | 1911  | 1921  | 1926  | 1931  | 1936  | 1946  | 1954  |
| ----- | ----- | ----- | ----- | ----- | ----- | ----- | ----- | ----- |
| 1 966 | 2 064 | 1 945 | 1 629 | 1 533 | 1 446 | 1 379 | 1 261 | 1 167 |

| 1962  | 1968  | 1975 | 1982 | 1990 | 1999 | 2006 | 2008 | 2013 |
| ----- | ----- | ---- | ---- | ---- | ---- | ---- | ---- | ---- |
| 1 067 | 1 018 | 926  | 798  | 729  | 721  | 707  | 703  | 659  |

| 2018 | 2022 | - | - | - | - | - | - | - |
| ---- | ---- | - | - | - | - | - | - | - |
| 664  | 679  | - | - | - | - | - | - | - |

## Lieux et monuments
- La Tour[26] donnant son nom au bourg, est un donjon du XIe siècle, reste d'une ancienne forteresse ayant appartenu aux vicomtes de Limoges et détruite par Richard Cœur de Lion. L'association l'Étendard[27] la restaure désormais.
- Église Saint-Hilaire.
- Le château du Fraysset[28] fut construit par Jean de Breuil en 1430. À la limite du bourg sur les terres des Fraysse, il est également propriété de l'association l'Étendard.
- À la suite de la restauration des vitraux de la tribune de l'église de Salon la Tour par le Maître verrier Jean Marie Basset "Atelier Vitrail du Chambon", les trois fenêtres de cette tribune présentaient une lacune en parties basses. C'est dans les décombres qu'il a retrouvé sur un fragment de vitrail le cartouche de saint Blancat daté de 1897.

### Personnalités liées à la commune
- Léonce de Sal, homme politique français né le 30 septembre 1833 à Salon-la-Tour et décédé le 1er mai 1907 à Paris.
- Violette Szabo (1921-1945), résistante et agent secret franco-britannique.
- Varg Vikernes (1973- ), musicien norvégien du groupe Burzum, soupçonné d'être néo-nazi, y a été arrêté en 2013, alors qu'il y résidait[29].

### Héraldique
|  | D'azur à une tour d'argent maçonnée de sable, au franc-canton d'or à trois lionceaux d'azur, armés et lampassés de gueules. |